# Informix
Informix é um conjunto de sistemas de gerenciamento de banco de dados relacional (Relational Database Management System - RDBMS) da IBM, adquiridos em 2001 a partir de uma companhia também chamada Informix, que teve sua origem nos anos 80. O banco de dados Informix foi concebido e projetado por Roger Sippl no final dos anos 70.

## História
A Informix foi fundada em 1980; tornou-se publica em 1986; e por uma parte da década de 90 foi o segundo banco mais popular depois do Oracle. Sucesso este que não durou muito. Em 2001, a IBM, por sugestão do Wal-Mart (o maior usuário do Informix), adquiriu a Informix. A IBM tem grandes planos para os dois bancos dos quais dispõe, Informix e o DB2, sendo que hoje ambos compartilham tecnologia. 
Em meados de 2005, a IBM lançou a versão 10 do Informix IDS. Em 2006, houve uma grande mudança na estratégia da IBM sobre servidores de banco de dados no que diz respeito ao IDS. Janet Perna, responsável pela divisão do DB2, se aposentou após mais de 30 anos de serviço na companhia. Desde então, a divisão passou a se chamar Information Management (Gerenciamento de informação, tradução livre). 
O IDS é agora um servidor de banco de dados estratégico dentro do catálogo de produtos da IBM's Information Management. Em 2007, foi esperado o lançamento público da versão posterior do IDS (Codinome: cheetah).